# Ekomapa

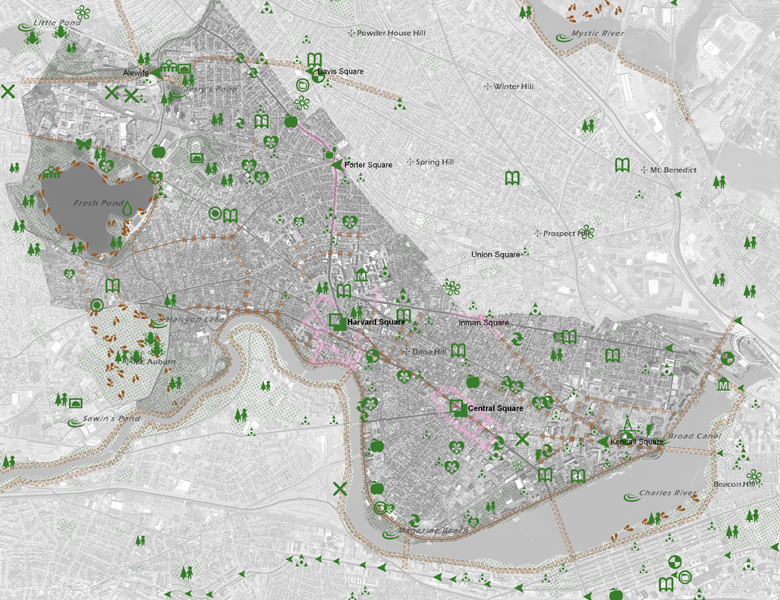
Příklad ekomapy města Cambridge ve Spojených státech amerických

Ekomapy (anglicky Green maps) jsou lokálně vytvořené ekologicky tematické mapy, které mapují místa spojená s ekologicky šetrným životním stylem. 
Na základě principů kartografie jsou do ekomap zakreslovány místa, kde se dá zbavit odpadů – od sběrných dvorů až po kontejnery s obnošeným šatstvem, cykloservisy, opravny oděvů, ekofarmy, kompostárny, ekologické organizace, které se zabývají ochranou přírody a ekologickou výchovou, psí útulky, památné stromy nebo chráněná území. 
Na ekomapách jsou vyobrazena také místa spojená s nakupováním – prodejny biopotravin a lokálních potravin, ekodrogérie, prodejny s recyklovaným papírem, nekuřácké restaurace, vegetariánské restaurace, fairtradové kavárny a podniky.
Na světě se vytvořené ekomapy sjednocují pod jeden celosvětový systém ekomap – Green map System, který funguje opravdu po celém světě, nejenom v anglicky mluvících zemích – najdou se zde například mapy z Brazílie, Čínské lidové republiky, Německa, Španělska, Finska nebo Tchaj-wanu. V České republice existují jak tištěné ekomapy, ve kterých nejsou informace vždy úplně aktuální a musí se často obnovovat, tak také i internetové ekomapy. Ekomapy většinou tvoří a vydávají buď neziskové organizace, nebo odbory životního prostředí na magistrátech. Tištěné ekomapy existují například v Ostravě nebo ve Zlíně.